# Šabva (muhafaza)
Šabva (arap.: شبوة) je jedna od 20 jemenskih muhafaza. Ova pokrajina prostire se na jugu Jemena na planinskim obroncima Hadramauta, a manjim dijelom leži uz obale Arapskog mora.
Šabva ima površinu od 39.000 km² i 466.889 stanovnika, a gustoća naseljenosti iznosi 12 st./km².
Najveći i najznačajniji gradovi u ovoj pokrajini su; Ataq, Beihan al-Qasab, Timna (bivši glavni grad antičkog kraljevstva Kataban), Mablaqah, Habban i Azzan. U Vadi Majfaji, nalaze se ruševine predislamskog grada Hajar al-Naqba (zidine i tornjevi), koji je uništen u četvrtom stoljeću pr. Kr. Uz obale Arapskog mora protežu se gradovi; Hawra, Irqa, Bal Haf, Bir Ali i Šabva, bivši glavni grad povijesnog Kraljevstva Hadramaut, po kojem je današnja muhafaza dobila ime.
Između 1967. i 1990. godine, ovaj teritorij bio IV. muhafaza tadašnje države Južni Jemen, a nakon ujedinjenja zemlje uzeo je povijesno ime Šabva.